# BICz-17
BICz-17 (ros. БИЧ-17) – radziecki, niezrealizowany projekt samolotu myśliwskiego, konstrukcji Borysa Iwanowicza Czeranowskiego, z połowy lat 30. XX wieku.

## Historia
BICz-17 miał być maszyną, będącą efektem współpracy konstruktora działka bezodrzutowego APK kalibru 76,2 mm Leonida Wasiliewicza Kurczewskiego i Czeranowskiego, konstruktora płatowca mającego być nosicielem dwóch takich działek. Samolot miał powstać w typowym dla konstrukcji Czeranowskiego układzie bezogonowym i parabolicznym skrzydłem. Prace rozpoczęto w 1934 roku. Nowa maszyna, oznaczona jako BICz-17 miała mieć drewnianą konstrukcję, poszycie z brzozowej sklejki i wciągane podwozie z tylną płozą ogonową. Samolot miał być napędzany gwiazdowym silnikiem M-22 z dwułopatowym śmigłem. Zakryta kabina pilota przechodziła płynnie w duży ster kierunku. Działka umieszczone były w skrzydłach, po jednym po obu stronach kadłuba. Aby ułatwić do nich dostęp, zewnętrzne konsole płatów można było zdemontować. Samolot posiadał małą, zwarta sylwetkę. Jego bezpośrednim konkurentem był projekt Dmitrija Grigorowicza I-Z, o zdecydowanie bardziej klasycznej konstrukcji. Proces budowy postępował do lutego 1936 roku, kiedy to NKWD aresztowało Kurczewskiego. Przejęto całą dokumentację, a prace, ukończone w 60% zostały wstrzymane i nigdy więcej nie podjęte.